# Ronjpelana clissoldi
Ronjpelana clissoldi är en insektsart som beskrevs av Young 1986. Ronjpelana clissoldi ingår i släktet Ronjpelana och familjen dvärgstritar. Inga underarter finns listade i Catalogue of Life.